# Castillo de San Esteban de Mar
El castillo de San Esteban de Mar es un castillo en ruinas situado en lo alto de un acantilado en el término municipal de Palamós, en el Bajo Ampurdán, entre la playa de la Fosca y la cala de S'Alguer. Sólo se conservan algunas bases de torre y algunos muros, y actualmente está rodeado por una valla metálica que impide el acceso a los visitantes. Se accede desde un camino que sale desde la playa de la Fosca.

## Historia

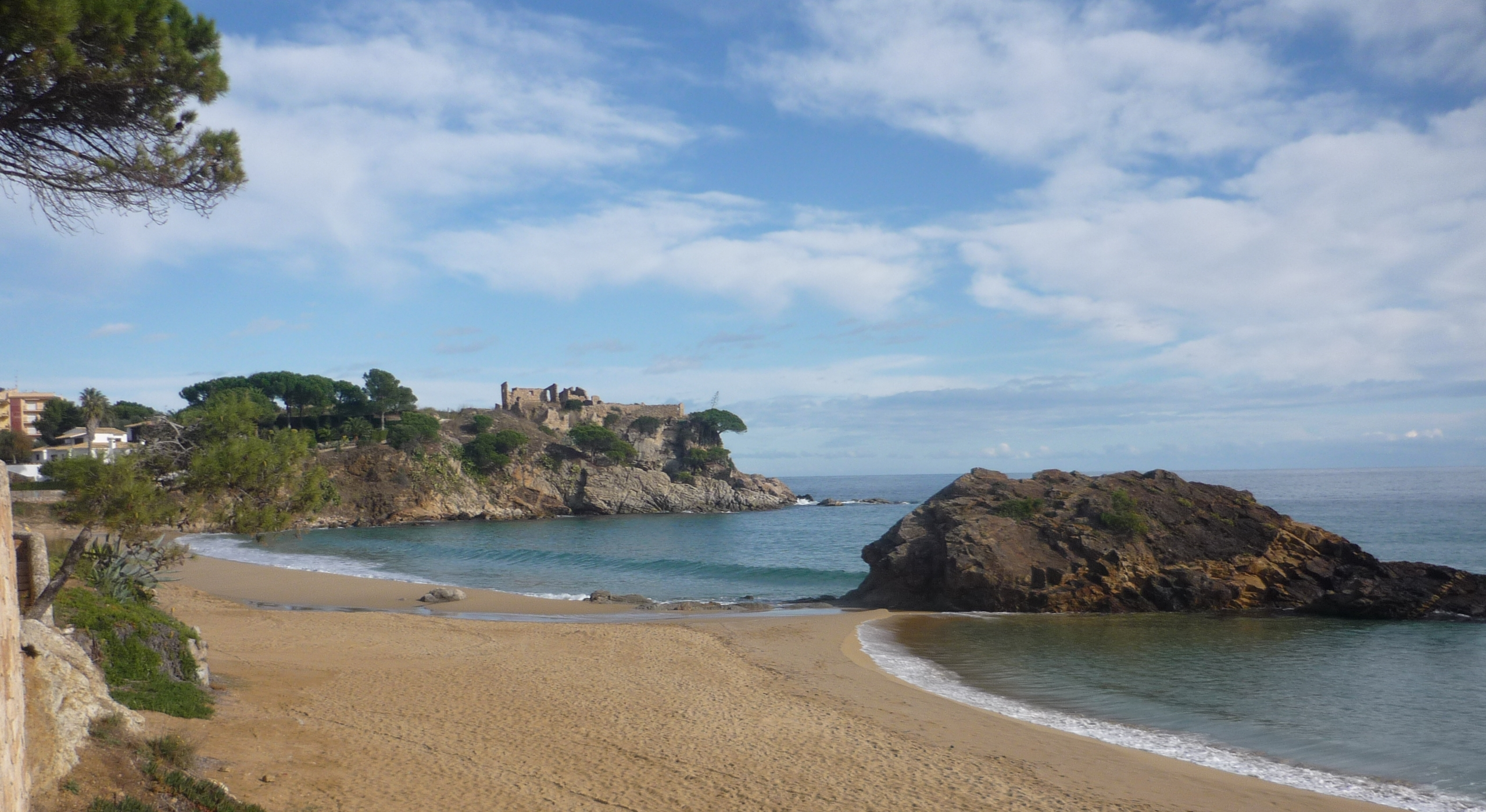
Vista del castillo desde la playa de la Fosca.

El castillo fue construido sobre una villa romana que, a su vez, seguramente fue construida sobre un asentamiento íbero. Los primeros documentos que lo citan datan del siglo XIII, cuando Arnau sa Bruguera, primer alcalde de Palamós, lo compró en la Seo de Gerona en 1277 en nombre del rey Pedro III de Aragón; pertenecía a la parroquia de Santa Eugenia de Vilaroman. Durante la Edad Media lo poseyeron diferentes señores feudales: Simon de Geronella, Jaime de Cornellá, Bernat Pallarés (Barcelona), su hijo Pedro Pallarés y, finalmente, Berenguer de Cruïlles, importante señor feudal del Ampurdán, que lo compró al dueño anterior por 20.000 sueldos barceloneses.
Durante la Guerra de los Remensas fue derribado casi en su totalidad y estuvo abandonado hasta que en los siglos XVI-XVII fue reconvertido en casa de campo.